# Mortsafe

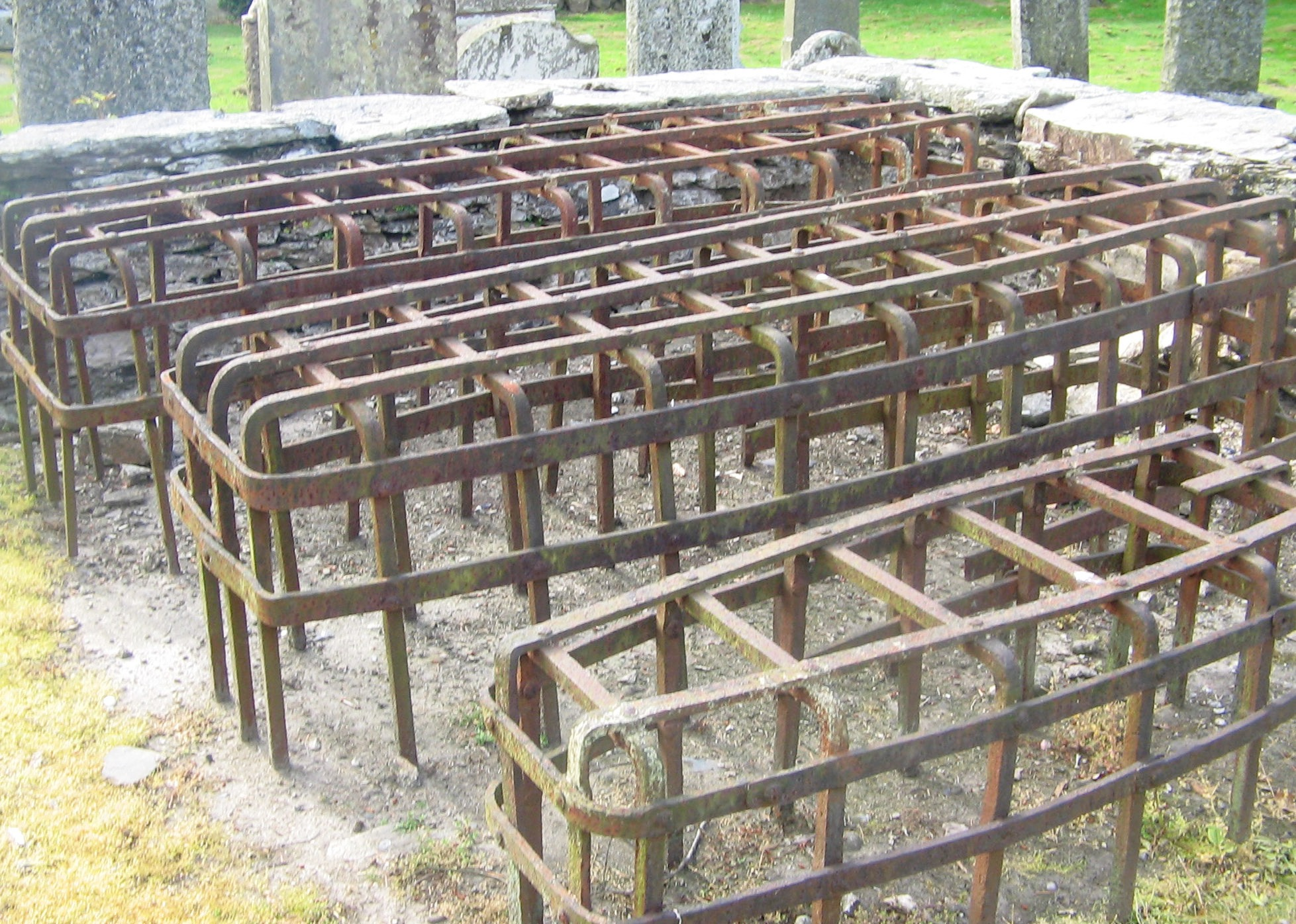
Mortsafes auf dem Kirchhof von Logierait, Perth and Kinross, Schottland

Ein Mortsafe ist eine meist aus Eisen bestehende, käfigartige Sicherung eines Grabes, um den Diebstahl von Leichen zu verhindern.

## Hintergrund

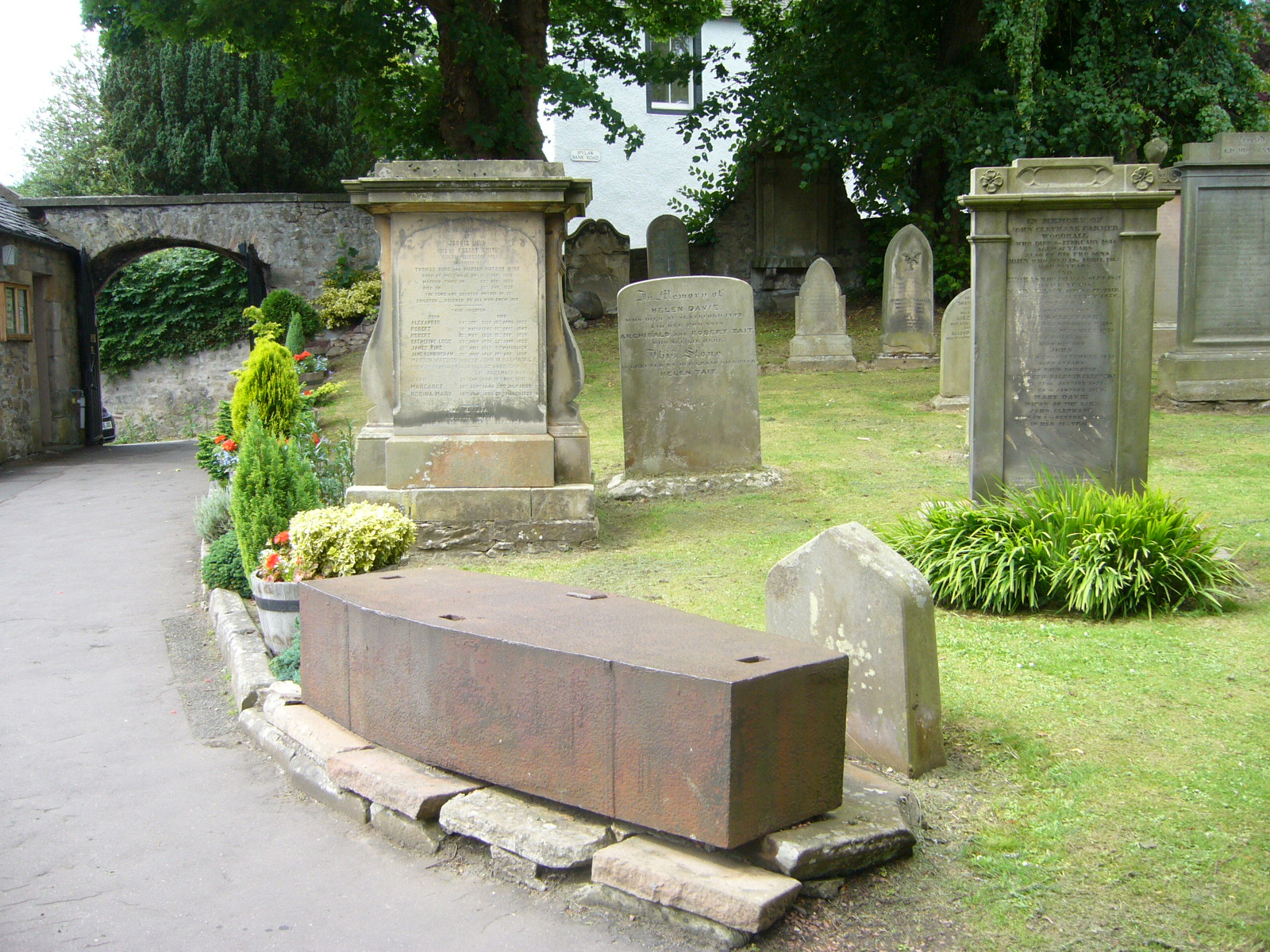
Eiserner Mortsafe in Form eines Sarges in Colinton, einem Dorf außerhalb Edinburghs

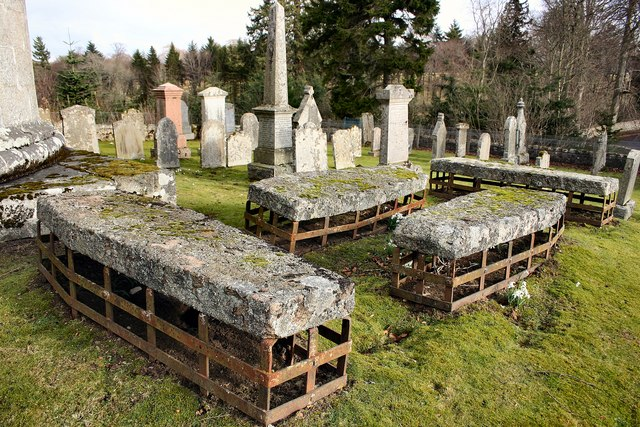
Mortsafes mit Steinauflage im Kirchhof des schottischen Cluny, Fife

Anfang des 19. Jahrhunderts wurden in Großbritannien erheblich mehr menschliche Leichname zu anatomischen Forschungs- und Lehrzwecken benötigt, als offiziell zur Verfügung standen. Gleichzeitig nahm die Anzahl der Hingerichteten ab, deren Körper laut dem Gesetz für Sektionen grundsätzlich zur Verfügung standen und für solche Zwecke vorgesehen waren.
Mediziner und Anatomen kauften daraufhin Leichname zu hohen Preisen an, um sie vor zahlenden Studenten zu sezieren. Diese oft auch privat gehaltenen Vorlesungen brachten den Anatomen hohe Einnahmen, während im Gegenzug die angehenden Mediziner die Teilnahme an den drei für ihre Ausbildung benötigten anatomischen Vorlesungen bescheinigt bekamen. Dies führte zu einer neuen Art der Kriminalität, dem Diebstahl der Körper frisch Verstorbener nach deren Beerdigung durch sogenannte „Auferstehungsmacher“. Die Behörden ignorierten diese Kriminalitätsform zunächst weitgehend, auch um den wissenschaftlichen Fortschritt nicht zu behindern.
Der Leichenraub nahm zum Leidwesen der Angehörigen aber im Laufe der Zeit aufgrund der sehr hohen Ankaufssummen von bis zu 15 £ pro Leichnam und der niedrigen Strafandrohung für Leichendiebe erhebliche Ausmaße an. Eine durchschnittlich erlöste Summe von 10 £ pro Leichnam entsprach im Vergleich dem dreifachen Verdienst eines Landarbeiters in einer Erntesaison oder dem Arbeitslohn eines Kanalbauers für 100 Tage Schwerstarbeit. Ins öffentliche Bewusstsein gerieten aber eher die wenigen Fälle, bei denen Menschen ermordet wurden, um deren Leichname an Anatomen zu verkaufen. 1827 und 1828 wurden aus diesem Motiv die  West-Port-Morde in Edinburgh begangen.

## Sicherungsmaßnahmen
Um das Ausgraben der Leichname zu verhindern, wurden vielfältige Maßnahmen ergriffen, unter anderem die Sicherung von Gräbern mit Tellerminen und Selbstschussanlagen wie die Clemishawsche Leichendiebabwehrvorrichtung, das Einrichten von bewaffneten Wachmannschaften auf Friedhöfen oder das Verwesenlassen der Leichname in burgähnlichen Totenhäusern bis zur „Unbrauchbarkeit“ für die Sektion. Während durch erstere Sicherungsmaßnahmen in der Regel nur unbeteiligte Friedhofsbesucher zu Schaden kamen, konnte auch die lückenhafte Bewachung durch teilweise bestechliche Wachleute den Leichendiebstahl durch gut durchorganisierte Banden kaum verhindern. Weitere Sicherungsmaßnahmen waren verstärkte Särge, grabungshemmende Erdschichtungen oder eine vergrößerte Anzahl von Sargnägeln, die in der Regel nur vermögende Hinterbliebene sich leisten konnten.

## Mortsafes in Schottland

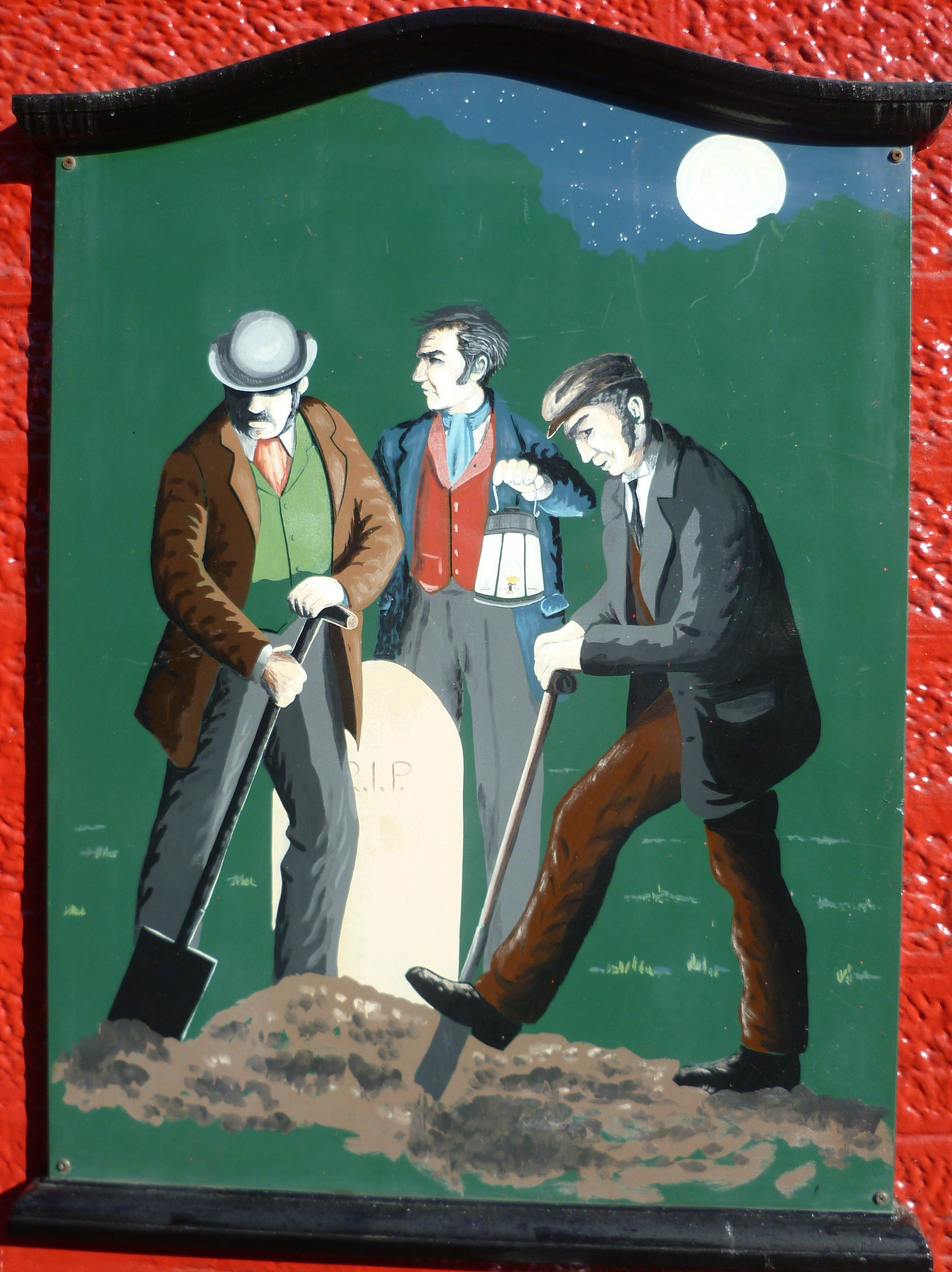
Auferstehungsmacher am Werke, Gemälde in Penicuik, Schottland

Insbesondere im schottischen Raum kam als weitere Sicherungsmaßnahme der Mortsafe auf. Es handelte sich dabei um einen Käfig aus Eisen oder eine eiserne Sarghülle, die während der ersten Verwesungsprozesse den Sarg umhüllten oder auf dem Grab einbetoniert wurden und nach einer gewissen Zeit dann für den nächsten Sterbefall wiederverwendet wurde.
Sie wurden um 1816 erfunden und in unterschiedlichen Variationen hergestellt. Teilweise wurden neben Eisenstangen auch noch Eisenplatten und Steine eingearbeitet, um ein möglichst großes Gewicht zu erhalten. Mehrere Mortsafes wurden zudem mit Vorhängeschlössern aneinander befestigt.
In einer Variante wurde eine Eisenplatte auf den Sarg gelegt und durch vorgefertigte Bohrlöcher senkrechte Eisenverstrebungen zum Boden hin eingesetzt. Damit diese Eisenverstrebungen nicht einfach wieder hinausgezogen werden konnten, wurden sie mit einer zweiten, darauf aufliegenden Platte arretiert. Nach einer Liegezeit von in der Regel sechs Wochen war der Leichnam nun genug verwest, um für die Leichendiebe nicht mehr von Interesse zu sein, und die Konstruktion wurde wieder aufgeschlossen und für den nächsten Leichnam verwendet. Ein Exemplar dieser Bauart findet sich im Marischal Museum in Aberdeen.
Nutzer der Mortsafes waren Kirchengemeinden, die diese an Hinterbliebene vermieteten. Aber es entstanden auch Gesellschaften, die gegen eine Gebühr diese Gerätschaften ihren Mitgliedern zur Verfügung stellten oder an andere vermieteten.
Mortsafes gibt es im Umfeld aller schottischen medizinischen Ausbildungsstätten. Im schottischen Protestantismus war der Glauben an die leibliche Auferstehung weit verbreitet und gleichzeitig die Medizinausbildung führend, weswegen Konflikte zwischen den Leichenräubern, Anatomen und der Bürgerschaft gelegentlich eskalierten.

## Gesetzliche Maßnahmen

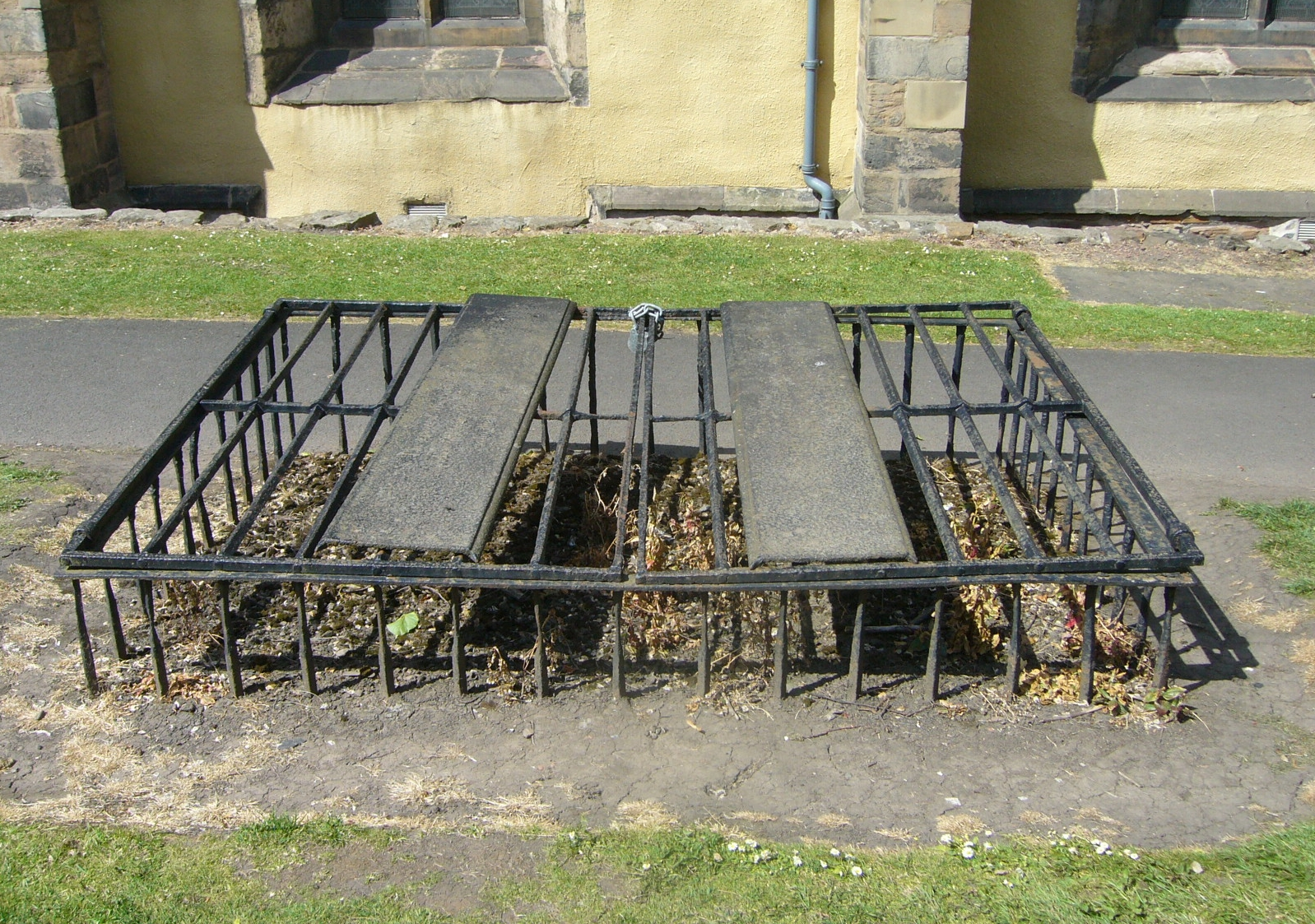
Mortsafe auf dem Greyfriars Kirkyard, Edinburgh

Am 11. Mai 1832 wurde im zweiten Anlauf ein Anatomiegesetz (Anatomy Act) verabschiedet, das die Sektion von Leichnamen mit unbekannter Herkunft verbot, stattdessen die in Arbeits- und Armenhäusern gestorbenen sozial Benachteiligten zur Sektion freigab, sofern kein Angehöriger rechtzeitig Anspruch auf den Leichnam erhob und dabei die erforderlichen Geldmittel für ein Begräbnis nachwies, und so dem Leichendiebstahl die Grundlage nahm.
Die Gesetzesinitiative dazu wurde schon 1829 diskutiert, aber ein Anlauf in diesem Jahr scheiterte vor dem britischen House of Lords, das das Recht der Armen auf ein anständiges Begräbnis betonte. Insbesondere der Erzbischof von Canterbury, William Howley, verwandte sich gegen die Regelung, unter anderem weil damit die verstorbenen sozial Benachteiligten hingerichteten Kriminellen gleichgesetzt würden. Durch die West-Port-Morde änderte sich die Stimmungslage, so dass das Gesetz 1832 auf Betreiben von Baron Thomas Babington Macaulay und Daniel O’Connell das Oberhaus passierte.
Der Populist William Cobbett nutzte dies für eine Polemik:
“… they tell us it was necessary for the purposes of science. Science? Why, who is science for? Not for poor people. Then if it be necessary for the purposes of science, let them have the bodies of the rich, for whose benefit science is cultivated.” (William Cobbett: J. G. Crowther: Statesmen of Science. Cresset Press, London 1965, S. p.9., deutsch: „… Sie sagen uns, dies sei für die Zwecke der Wissenschaft notwendig. Wissenschaft? Weshalb, für wen ist denn die Wissenschaft? Nicht für die Armen. Wenn es denn für die Wissenschaft notwendig ist, dann lasst sie die Körper von den Wohlhabenden nehmen, die von der Wissenschaft einen Nutzen haben.“)

## Erhaltene Mortsafes
Heute sind nur wenige Mortsafes erhalten, die sich teilweise als Ausstellungsstücke auf schottischen Friedhöfen befinden und teilweise altersbedingt stark korrodiert sind. Wenige Exemplare befinden sich in Heimatmuseen, zwei weitere, die sich gut erhalten haben, bei der alten Aberfoyle-Kirche in Stirling, ein Mortsafe befindet sich an der Skene Parish Church, Kirkton of Skene in Aberdeenshire, ein Exemplar wurde von der East Lothian Antiquary Society restauriert und mit einer Informationstafel versehen. Ein weiteres gut erhaltenes Exemplar ist in Glasgow auf dem Friedhof bei der Kathedrale zu finden.
In Bibliotheken und zeitgenössischen Archiven lassen sich jedoch zahlreiche Dokumente über diese Vorrichtungen finden.